# Crella akraleitae
Crella akraleitae är en svampdjursart som först beskrevs av Brøndsted 1932.  Crella akraleitae ingår i släktet Crella och familjen Crellidae. Inga underarter finns listade i Catalogue of Life.